# Адміністративний поділ Поділля

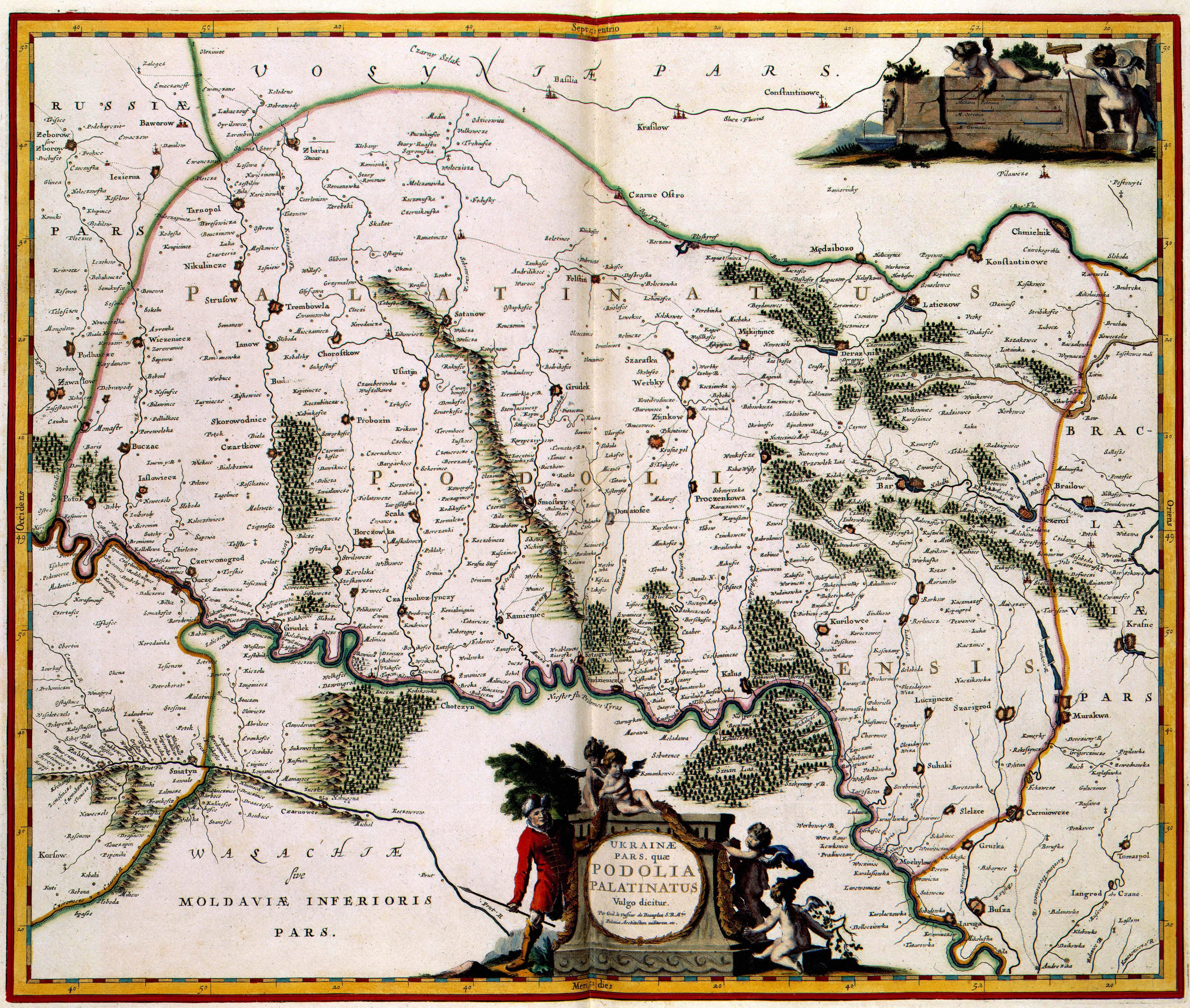

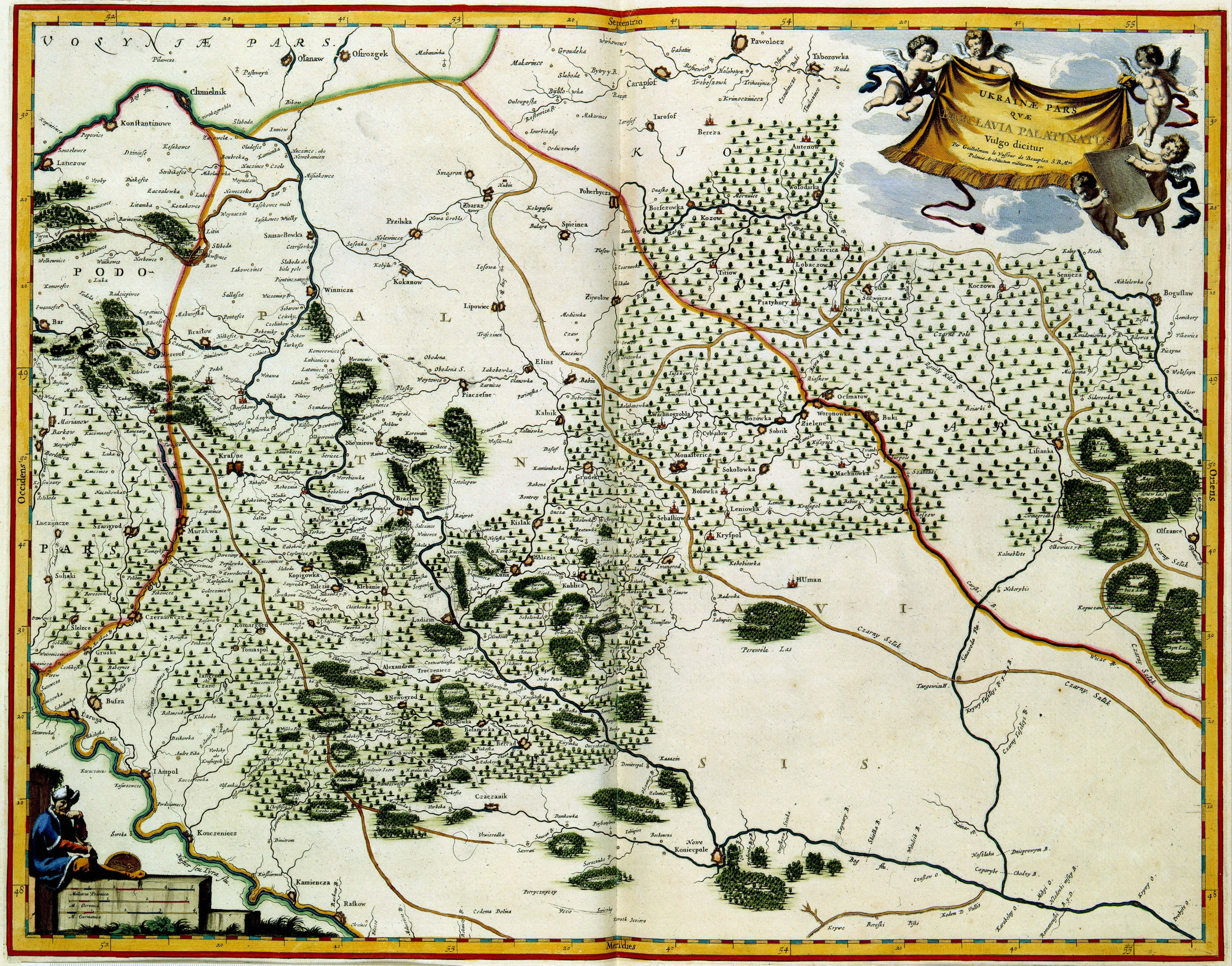

Територія Поділля у IV—VII століттях нашої ери входила до антського (східно-слов'янського) міжплемінного союзу. З часом його місце займає нове об'єднання — Київська Русь. У період VIII—IX століття на території південної частини жили слов'янські племена уличі та тиверці, а північної — волиняни та дуліби. В XI столітті середня Наддністрянщина, яка з XII століття відома під назвою Пониззя, входила до Теребовльського князівства, з 1141 року — до Галицького, а з 1199-го частина території була у складі Галицько-Волинського князівства.
У XII—XIII століттях між Київським і Галицько-Волинським князівствами, у верхів'ях річок Південного Бугу і Тетерва, виникли Болохівські землі. До їх складу входила територія сучасних Старокостянтинівського, Летичівського, Деражнянського, Старосинявського районів, східна частина Красилівського і Хмельницького.
1240 року татаро-монголи зруйнували Київську Русь, а 1259-го — загарбали територію Поділля. У 1362 році литовський князь Ольгерд розбив на Синіх Водах татар і передав Поділля (так з середини XIV століття стало називатися Пониззя) литовським князям Коріатовичам.
1430 року почалася війна між Польським королівством та Литвою за Поділля. Здобувши перемогу, польські магнати на завойованій території (від Бару до річки Стрипи) створили Подільське воєводство (Західне Поділля) з центром у Кам'янці-Подільському. Воно поділялося на Кам'янецький, Летичівський, Червоногородський повіти.
Східне Поділля залишилося за Великим князівством Литовським, Руським і Жмудським, де було створене Брацлавське воєводство.
На початку XVI століття Поділля ділилося на шість повітів: Кам'янецький, Зіньківський, Летичівський, Меджибізький, Червоногородський і Хмільницький. З часом вони то укрупнювалися, то роз'єднувалися. Після Люблінської унії на території східного Поділля було утворене Брацлавське воєводство.
У серпні 1672 року Поділля захопила Туреччина за сприяння козаків та Петра Дорошенка.
А в квітні 1793 року частина Поділля була при'єднана до Лівобережної України у складі Російської імперії. Брацлавське намісництво і Кам'янецька область. У травні 1795 року створюються Волинська, Подільська, Брацлавська губернії. Остання у грудні 1796 року ліквідовується. Її територія входить до Подільської і частково — до Київської губерній.
З 1804 по 1920 рік Подільська губернія складалася з 12 повітів: Балтського, Брацлавського, Вінницького, Гайсинського, Кам'янецького, Летичівського, Літинського, Могилівського, Ольгопільського Проскурівського, Ушицького і Ямпільського. 1920 року Балтський відійшов до Одеської губернії.
Повіти поділялися у давнину на волості. У першій половині XIX століття вони створювалися лише в тих районах губернії, які були населені державними селянами. Після реформи 1861 року волості вводяться на всій її території.
Під час громадянської війни, у зв'язку з військовими діями і боротьбою з різними бандами, губернські центри переносилися з міста у місто. У 1919 році він перемістився з Кам'янця-Подільського у Вінницю. З перших повоєнних років адміністративно-територіальний поділ змінювався.
У березні 1923 року ліквідовуються повіти і волості. На території Хмельницької області створюються округи: Кам'янецький (17 районів), Проскурівський (16), Шепетівський (14). Через два роки були ліквідовані губернії, а ще через п'ять — Кам'янець-Подільський і Шепетівський округи. Перший з них злився з Проскурівським, другий — з Бердичівським. У вересні 1930 року на території України ліквідовуються всі округи, встановлюється двоступенева система управління. У межах Хмельницької області створюються 40 районів.
В лютому 1932 року на території УРСР організовуються п'ять областей, у тому числі — Вінницька. До неї увійшла вся територія Хмельниччини. У травні 1935 року у Вінницькій області створюються прикордонні округи: Кам'янецький з 9 районів, Проскурівський (9) та Шепетівський (10). 22 вересня 1937 року виникає Кам'янець-Подільська область з 36 районами. Прикордонні округи ліквідовуються. У травні 1941 року обласний центр переноситься з Кам'янця-Подільського у Проскурів.
На честь видатного державного діяча і гетьмана Богдана Хмельницького Указом, Президії Верховної Ради: УРСР від 16 січня 1954 року, місто Проскурів перейменовано у Хмельницький, а Кам'янець-Подільську область — у Хмельницьку.